# Brenkita
La brenkita és un mineral de la classe dels carbonats. Rep el seu nom de la localitat de Brenk, a Alemanya.

## Característiques
La brenkita és un carbonat de fórmula química Ca₂(CO₃)F₂. Va ser aprovada com a espècie vàlida per l'Associació Mineralògica Internacional l'any 1977. Cristal·litza en el sistema ortoròmbic. Els cristalls prismàtics són aplanats en {010} i allargats al llarg de [001], exhibint {010}, {110}, {102} i {021}, d'aproximadament 6 mil·límetres; tamnbé es troba en agregats radials i esfèrics.
Segons la classificació de Nickel-Strunz, la brenkita pertany a «05.BC - Carbonats amb anions addicionals, sense H₂O, amb cations alcalinoterris» juntament amb la rouvil·leïta i la podlesnoïta.

## Formació i jaciments
Va ser descoberta l'any 1977 a Schellkopf (Eifel, Alemanya). També ha estat descrita a Sörvik (Jämtland, Suècia) i a la pedrera Point of Rocks, a Springer (Nou Mèxic, Estats Units). Sol trobar-se associada a altres minerals com: phil·lipsita, zeofil·lita, gismondina i calcita.